# Етиологија
Етиологија је учење о пореклу и узроцима. Реч етиологија потиче од две грчке речи: етиа (што значи узрок) и логија (што значи реч, говор, наука) које заједно чине реч етиологија, која дословно има значење „дати разлога, повода“.
Реч се најчешће користи у медицини и психологији где се односи на чиниоце и механизме настанка неких физичких или менталних болести или поремећаја у понашању. У клиничкој психологији и психијатрији, израз се односи на конституционалне, урођене и спољашње, социјалне чиниоце настанка менталних поремећаја, душевних болести и сексуалних девијација. Користи се још и у филозофији, физици, теологији и билогији да укаже на узроке разних појава. Етиолошки мит је мит намењен објашњавању неког имена или стварању митске историје неког места или фамилије.

## Медицина
У ужем смислу у медицини, овај израз се односи на узроке болести и патологија и представља грану медицине која се бави узроцима појединих болести како би се што лакше утврдио њен прави извор и олакшало лечење. Прву идеју микроорганизама је дао Марко Теренције Варон у књизи „О пољопривреди“ написаној у 1. веку п. н. е. На етиологију болести су касније утицали Гален и Хипократ. Средњовековни европски доктори су углавном били мишљења да су болести повезане са ваздухом и усвојили су миазматички приступ етиологији болести. У „Медицинском канону“, Авицена је открио да се узрок преносних болести може ширити директним контактом, кроз воду или кроз земљу.
Ибн Зур (Авензоар) је био први лекар који је понудио научну етиологију упале уха, и први који је јасно расправљао о узроцима стридора. Сецирањем је успео да докаже да шугу изазива паразит, а успео је и да уклони паразита без икаквог прочишћавања или крварења.
Када је Црна смрт задесила област Ал Андалуз у 14. веку, Ибн Катима је дао идеју да инфективне болести узрокују микроскопске честице које улазе у људско тело. Још један андалузијски лекар, Ибн ел Катиб (1313—1374), је написао спис „О куги“ (енгл. On the Plague) у коме каже да се узрочници болести могу ширити преко одеће, пловила и наушница.
Битно етиолошко откриће у медицини је и демонстрација Роберта Коха да је бацил туберкулозе (-Mycobacterium tuberculosis}- комплекс) узрочник туберкулозе, да је -Bacillus anthracis}- узрочник антракса, а да -Vibrio cholerae}- изазива колеру. Ова линија размишљања, као и докази, су изложени у Коховим постулатима. Ипак, и даље је доказ узрока инфективних болести био ограничен на појединачне случајеве који су нудили експериментални етиолошки доказ.
У епидемиологији, потребно је неколико различитих доказа да се закључи узрочност и дубља размишљања да се одвоји узрочност од обичне повезаности или статистичке корелације. Разни догађаји се могу дешавати заједно због чисте случајности или међусобне условљености, а не зато што један догађај узрокује други. Такође је битно знати и који од догађаја је узрок. Пажљива одабирања и мерења су значајнија од напредних статистичких анализа да би се установио узрочник. Експериментални доказ који укључује интервенцију (додавање или уклањање претпостављеног узрока) даје најпримамљивије доказе за етиологију.
Етиологија је некад цео ланац узрока. Етиолошком агенсу болести некад може требати независни кофактор или да буде додатно изложен покретачу болести. Пример овога је пептички улкус који покреће стрес, али захтева присуство киселине у стомаку и има примарну етиологију у -Helicobacter pylori}- инфекцији. Многе хроничне болести непознатог узрока се могу проучавати у овим оквирима да би се објасниле вишеструке епидемиолошке повезаности или фактори ризика који могу, али не морају бити узрочно повезани и да би се нашла права етиологија.
Неке болести, као шећерна болест или хепатитис су синдромски дефинисане преко својих знакова и симптома, али укључују различите природе са различитим етиологијама. Са друге стране, једна етиологија, као на пример Епштајн-Бар вирус може у различитим околностима довести до различитих болести, као што су мононуклеоза, назофарингеални карцином или Буркитов лимфом.

## Митологија
Етиолошки мит, или мит порекла је мит намењен објашњавању порекла верских обреда, природних појава, имена и слично. На пример, име Делфи и његово придружено божанство Аполон из Делфа су објашњени у Хомерових химнама које говоре о томе како је Аполон носио Крићане преко мора у облику делфина (delphis) да би од њих створио његове свештенике. И док је Делфи у ствари повезан са речју delphus („материца“), многи етиолошки митови су слично засновани на народној етиологији (израз „Амазонке“, на пример који су Грци извлачили из a + mazos = „без дојке“, иако је у ствари та реч сродна са персијским кореном *ha-mazan- који значи „ратник“). У Енејиди (објављеној око 17. п. н. е.), Вергилије тврди да је јулијевска династија Гаја Јулија Цезара повезана са митским херојем Енејом, и то преко његовог сина Асканија, чије је друго име било Јул (Iulus). Прометејев трик из Хесиодове Теогоније у коме Прометеј вара Зевса дајући му кости и сало прве жртвоване животиње уместо меса оправдава зашто су, после жртвовања, стари Грци боговима нудили кости умотане у сало, док су месо задржавали за себе.